# ヴィック・ムニーズ/ごみアートの奇跡
『ヴィック・ムニーズ/ごみアートの奇跡』（Waste Land）は、ルーシー・ウォーカー、ジョアン・ジャルヂム、カレン・ハーリーが共同で監督した2010年のドキュメンタリー映画である。ブラジル出身の芸術家であるヴィック・ムニーズを取り扱っており、リオデジャネイロ郊外にある世界最大級の処分場「ジャウジン・グラマーショ」での2年間の活動が記録されている。

## 評価
Rotten Tomatoesでは68件の批評家レビューで支持率は100%である。またMetacriticでは20件のレビューで加重平均値は78/100となった。
第83回アカデミー賞では長編ドキュメンタリー映画賞にノミネートされた。